# Alana Maldonado
Alana Martins Maldonado (Tupã, 27 de julho de 1995) é uma judoca paralímpica brasileira, campeã paralímpica e bicampeã mundial de judô.

## Biografia
Aos 14 anos, Alana foi diagnosticada com a doença de Stargardt, doença degenerativa que afeta a visão central. Ela já praticava judô desde os 4 anos, mas só em 2014, ao ingressar na faculdade, começou a se dedicar ao judô paralímpico. Atualmente, ela é a líder do ranking mundial em sua categoria.
Ela conquistou a medalha de prata nos Jogos Paralímpicos de Verão de 2016 no Rio de Janeiro, a segunda da qual participou, na até 70 kg feminino, e já cobiçava a medalha de ouro na modalidade.Alana, enfim, obteve o sonhado ouro no judô em Tóquio 2020 a derrotar Ina Kaldani por waza-ari na final, se tornando a primeira brasileira campeã paralímpica de judô.
Alana é a atleta mais premiada dos Jogos Paralímpicos. A atleta fez história ao se tornar a primeira mulher brasileira do judô a conquistar a medalha de ouro em uma edição dos Jogos Paralímpicos. Ela também recebeu seis troféus no Prêmio Paralímpicos, realizados pelo Comitê Paralímpico Brasileiro (CPB) incluindo o prêmio de "Atleta da Galera" e o de melhor judoca. Alana foi eleita a melhor atleta da modalidade nos anos de 2016, 2017, 2018 e 2021, e também foi reconhecida como a melhor atleta feminina em 2017 e 2018.
No Mundial  de Baku, 2022, Alana Maldonado tornou-se bicampeã mundial paralímpica ao vencer a turca Raziye Ulucam na categoria até 70 kg para atletas da classe J2.

## Títulos
Jogos Parapan-Americanos
- Prata: 2015 (Toronto)[1]
- Prata: 2019 (Lima)[1]

Jogos Mundiais da IBSA
- Bronze: 2015 (Coreia do Sul)[1]

Jogos Paralímpicos
- Prata: 2016 (Rio de Janeiro)[1][2]
- Ouro: 2020 (Tóquio)[1][2]

Copa do Mundo
- Ouro: 2017 (Uzbequistão)[1]
- Prata: 2018 (Turquia)[1]
- Ouro: 2019 (Uzbequistão)[1]

Campeonato Mundial
- Ouro: 2018 (Portugal)[1]

Mundial de Baku
- Ouro: 2022[1]